# Franz Steiner (directeur de théâtre)
Pour les articles homonymes, voir Steiner.
Franz Steiner (né le 20 novembre 1855 à Temesvár, mort le 20 février 1920 à Berlin) est un directeur de théâtre autrichien.

## Biographie
Franz Steiner est le fils de l'acteur et directeur de théâtre Maximilian Steiner. En 1862, il vient vivre à Vienne. Malgré une bonne éducation musicale, il préfère travailler pour les Chemins de fer de l'Empereur Ferdinand (Kaiser Ferdinands-Nordbahn). En janvier 1880, lui et son frère Gabor reprennent le Theater an der Wien à la place de leur père malade. Après sa mort en mai, ils héritent du bail. Le premier succès est Das Spitzentuch der Königin de Johann Strauss II. Ils conservent la direction après la vente du théâtre à Franz von Jauner, programmant aussi Carl Millöcker. Cependant la dette héritée du père reste forte, Steiner se retire en 1884.
Avec une partie de l'indemnité de départ, qu'il a reçue de Jauner, Steiner prend pendant un an en 1884 le Residenztheater de Dresde. Il loue de 1885 à 1887 le Walhalla-Operetten-Theater.
En 1881 et 1882, il a une liaison avec Angelika, la seconde épouse de Johann Strauss. Elle quitte ensuite ce dernier et se met avec Steiner.
À l'été 1887, Steiner prend la direction du Carltheater, où son frère Gabor est metteur en scène depuis 1885. Durant deux ans, il fait les premières d'œuvres de Franz von Suppé et de Carl Michael Ziehrer. Après un bref passage en France, il arrête la direction de théâtre.
En 1891, il est directeur adjoint du Thalia-Theater à New York. De 1902 à 1909, il dirige le Wintergarten à Berlin. Il est ensuite à la tête jusqu'à sa mort d'une agence de théâtre à Berlin.